# Артур Голмс
Артур Голмс (англ. Arthur Holmes; 14 січня 1890, Геббурн, Тайн і Вір, Північно-Східна Англія — 20 вересня 1965, Лондон, Великий Лондон, Велика Британія) — британський геолог, «батько» сучасної геохронології. Член Лондонського королівського товариства (1942).

## Життєпис
Артур Голмс народився 14 січня 1890 в місті Геббурні у сім'ї Девіда Голмса та Емілі Дікінсон.
У дитинстві переїхав із сім'єю у передмістя Ґейтсгеда. Навчався у Ґейтсгедській Вищій початковій школі.
Артур Голмс у 17 років вступив до Імперського коледжу Лондона.
Успішно закінчив Лондонський університет у 1909 році. Захистив докторський ступінь у 1917 році.
Працював професором у Даремському університеті (1924—1942) та Единбурзькому університеті (1943—1956).
Визначив вік девонських відкладень у 370 мільйонів років.
У 1912 році визначив вік Землі в 1600 млн років, у кінці життя «продовжив» вік Землі до 4,5 мільярда років. Артур Голмс — автор теорії конвекції у мантії (1929), що пояснює механізм руху літосферних плит в гіпотезі Вегенера. Він зробив висновок, що якщо за тривалий період часу навіть лід проявляє здатність до пластичного течією, то те ж саме може відбуватися і з мантією. Якщо висхідний протягом в мантії направлено в середину материкового масиву і розходиться нагорі в різні боки, то материк повинен розколотися, а дві його половини — відійти один від одного. Голмс прирівняв це течію «нескінченно рухаючому поясу» або тому, що тепер називають «стрічкою конвеєра».
Артур Голмс помер 20 вересня 1965 року в місті Лондоні.

## Особисте життя
Артур Голмс одружився зі своєю першою дружиною Маргарет Гоу в 1914 році. Після її смерті у 1938 році, Голмс в 1939 році одружився з Доріс Рейнолдс, геологинею, яка викладала у Даремському університеті. Після його смерті вона редагувала третє видання Принципів.

## Нагороди та визнання
- Медаль Мурчісона (1940)
- Медаль Седергольма (1946)
- Медаль Волластона (1956)
- Медаль Пенроуза (1956)
- Премія Макдуґалла — Брисбена (1962)
- Премія Ветлесена (1962)
- Медаль Європейського союзу наук про Землю.

На його честь названий кратер на Марсі.

## Основні праці
- The age of the earth 1913, Harper & Brothers, 2nd edition 1927, 3rd edition 1937.
- The nomenclature of petrology, with references to selected literature. Thos Murby, London, van Nostrand, New York, 1920, 2nd edition 1928.
- Petrographic methods and calculations with some examples of results achieved Thos Murby, London, 1921 2nd edition 1930.
- Radioactivity and Earth Movements, Trans Geological Soc, Glasgow, vol 18, pp 559—606. pdf [Архівовано 9 жовтня 2019 у Wayback Machine.]
- Principles of Physical Geology 1944, Thomas Nelson & Sons, 2nd edition 1965, 3rd edition (with Doris Holmes) 1978, 4th edition (with Donald Duff) 1993.
- The Phanerozoic time-scale; a symposium dedicated to Professor Arthur Holmes Geological Society, London, 1964.